# Barin (dialecte)
Pour les articles homonymes, voir Barin.
Le barin (ou baarin, en mongol littéraire, ᠪᠠᠭᠠᠷᠢᠨ ᠠᠮᠠᠨ ᠠᠶᠠᠯᠭᠤ, baγarin aman ayalγu) est un dialecte mongol parlé dans les bannières droite et gauche de Barin, en Mongolie-Intérieure, en Chine.

## Phonologie

### Voyelles
|         | Antérieure        | Centrale | Postérieure |
| ------- | ----------------- | -------- | ----------- |
| Fermée  | i [i] y [y] ʏ [ʏ] |          | u [u] ʊ [ʊ] |
| Moyenne |                   | ə [ə]    | o [o]       |
| Ouverte | ɛ [ɛ] œ [œ]       | a [ɑ]    | ɔ [ɔ]       |

Les voyelles du barin peuvent toutes être longues. En position finale, /-n/ nasalise la voyelle précédente :
ʊlɑːn, rouge, est prononcé ʊlɑ̃ː

### Consonnes
|               |               | Bilabiale | Dentale | Latérale | Palatale | Vélaire |
| ------------- | ------------- | --------- | ------- | -------- | -------- | ------- |
| Occlusives    | Sourdes       | b [b̥]     | d [d̥]   |          |          | g [g̥]   |
| Occlusives    | Aspirées      | p [pʰ]    | t [tʰ]  |          |          | k [kʰ]  |
| Fricatives    | Fricatives    |           | s [s]   |          | ʃ [ʃ]    | x [x]   |
| Affriquées    | Sourdes       |           |         |          | dʒ [d̥͡ʒ̥]  |         |
| Affriquées    | Aspirée       |           |         |          | tʃ [t͡ʃʰ] |         |
| Nasales       | Nasales       | m [m]     | n [n]   |          |          | ŋ [ŋ]   |
| Liquides      | Liquides      |           | r [r]   | l [l]    |          |         |
| Semi-voyelles | Semi-voyelles |           |         |          | j [j]    |         |

- Allophones:

L'occlusive voisée [g] est fricativisée [ɣ], entre deux voyelles postérieures. Devant [tʃ], [ʃ] et [t], elle devient [x].
tɔgɔ, marmite, est tʰɔɣɔ
bagʃ, professeur, est pɑxʃ